# Nachrichtenwert
Unter dem Begriff Nachrichtenwert werden in der Publizistik- und Kommunikationswissenschaft Kriterien diskutiert, die verallgemeinern sollen, warum etwas für berichtenswert gehalten wird. Zu dem Nachrichtenwert gehört immer der Aufmerksamkeitswert, den eine Nachricht auf sich ziehen kann. Allerdings beurteilen sehr unterschiedliche Journalisten in unterschiedlichen Medien für ein unterschiedliches Käuferpublikum, ob ihnen etwas berichtenswert erscheint und wenn ja in welchem Umfang und in welcher Aufmachung. In Frauen-Illustrierten, in der Sportpresse oder etwa im Bereich des Prominenten-Klatsches gelten andere Kriterien für den Nachrichtenwert als bei der politischen Berichterstattung. In der Nachrichtenforschung stehen meist Politik-Nachrichten im Zentrum, deren Verbreitung die jeweiligen nationalen Politiker interessiert. 
In den digitalen sozialen Medien können nicht nur die Verleger und professionellen Journalisten, sondern auch die bisherigen Adressaten der Nachrichten etwas selbst zur Nachricht machen, was ihnen als wissenswert und unterhaltsam erscheint. Wissenswert erscheinen dabei Nachrichten, die an vorhandenem Wissen anknüpfen, aber wichtiges Neues enthalten. Unterhaltsam sind Nachrichten vor allem, wenn sie als Konflikt zwischen Personen darstellbar und geeignet sind, Emotionen aufzuwühlen. Mit dem Zugang aller zur digitalen Nachrichtenverbreitung verschieben sich die Kriterien für den Nachrichtenwert.

## Überblick über die Nachrichtenwert-Theorie
Die Nachrichtenwert-Theorie ist eine Theorie der Nachrichtenauswahl. Analysen des Medieninhaltes messen Merkmale von berichteten Ereignissen. Zusammen mit dem zugeschriebenen Nachrichtenwert (als Indikatoren werden beispielsweise Umfang, Platzierung, Aufmachung etc. genutzt) ergeben sich Rückschlüsse auf journalistische Selektionskriterien. Die lassen für zukünftige Berichterstattung bei gegebenen Ereignismerkmalen (Nachrichtenfaktoren) Prognosen zu.
Die theoretische Entwicklung der Nachrichtenwert-Theorie litt lange Zeit unter der Vermischung von Ereignismerkmalen und journalistischen Selektionskriterien. Obwohl beide Variablen die Auswahlentscheidung und den zugesprochenen Nachrichtenwert prägen, wird stets ausschließlich das Ergebnis, also der Medieninhalt, untersucht (Galtung und Ruge, 1965; Schulz, 1976; Staab, 1990). Die Arbeit von Journalisten wäre dabei – wohl realitätsfern – bloßer Reflex auf die Ereignismerkmale (Kausal-Modell). Staab (1990) schlussfolgerte daher, dass es sich bei der Nachrichtenwert-Theorie weniger um eine Theorie der Nachrichtenauswahl handeln müsse als um eine zur Beschreibung von Strukturen der Medienrealität. Lässt man sich auf diese Position ein, verliert die Theorie allerdings ihre ursprüngliche Relevanz, nämlich die Erklärung von journalistischen Selektionsentscheidungen.
Kepplinger (1998) forderte deshalb einen theoretischen Neuanfang, der stärker den Charakter der zwei Komponenten im Prozess der Nachrichtenauswahl berücksichtigen sollte (journalistische Selektionskriterien und Ereignismerkmale). Da es ausscheidet, journalistische Selektionskriterien allein aus dem Medieninhalt zu erkennen, ist die einzige Möglichkeit, sie aus dem statistischen Zusammenhang (Korrelation und Regression) von Nachrichtenwerten und Nachrichtenfaktoren (Ereignismerkmalen) zu erschließen. Die so ermittelten Indizes für die „Nachrichtenwerte der Nachrichtenfaktoren“ besitzen prognostischen Gehalt für die Vorhersage von zukünftigen Selektionsentscheidungen (Kepplinger, 2000).

## Anfänge der Nachrichtenwert-Theorie
Die erste Studie zum Nachrichtenwert geht auf Walter Lippmann aus dem Jahr 1922 zurück, der zehn Elemente
wie folgt identifizierte:
1. Überraschung (oddity)
2. Sensationalismus
3. Etablierung
4. Dauer
5. Struktur
6. Relevanz
7. Schaden
8. Nutzen
9. Prominenz (big names)
10. Nähe (proximity, nearness)

Lippmann prägte im Kapitel The Nature of News den Begriff des „news value“ (Nachrichtenwert). Darin stellte er journalistische Vorstellungen über Publikumsinteressen bzw. Berichtenswertes dar.
Der Begriff findet sich dann vor allem in der amerikanischen Forschungstradition. Sie stellt kleine berichtenswerte Eigenschaften von Ereignissen auf und wird vor allem in der Journalistenausbildung verwendet. Diese konnten experimentelle Studien gut replizieren (die Journalisten hatten sie gut verinnerlicht), so nennt beispielsweise Warren (1934):
1. Neuigkeit,
2. Nähe,
3. Tragweite (Wichtigkeit),
4. Prominenz,
5. Dramatik,
6. Kuriosität,
7. Konflikt,
8. Sex,
9. Gefühle,
10. Fortschritt.

Die europäische Forschungstradition begann erst in den 1960er Jahren. Walther von La Roche bezieht sich im ersten deutschsprachigen Journalismus-Lehrbuch, der Einführung in den praktischen Journalismus, auf die amerikanische Tradition. Die norwegischen Friedensforscher Einar Östgaard (1965), Johan Galtung und Mari Holmboe Ruge (Galtung und Ruge, 1965) bezogen sich auf das von Lippmann aufgestellte Konzept des Nachrichtenwertes, als sie vermeintliche Verzerrungen im internationalen Nachrichtenfluss untersuchten. Sie betonten, dass die Medien unsere einzige Informationsquelle sind, wenn es um internationale Ereignisse geht.
Vor dem Hintergrund stellten die Forscher Kataloge von Ereignismerkmalen auf, die Journalisten für besonders berichtenswert halten: die Nachrichtenfaktoren. Während sich Östgaards Katalog noch auf nur vier Faktoren beschränkte (Vereinfachung, Identifikation, Sensationalismus und Schwellenwert), erweiterten Johan Galtung und Mari Holmboe Ruge den Kanon nachrichtenwerter Elemente deutlich.
Genannt werden hier bereits 12 Faktoren. Die ersten 8 Faktoren sind als „kulturunabhängig“ (Gültig in allen Kulturkreisen), die letzten 4 als „kulturabhängig“ (je nach Kulturkreis unterschiedlich) zu verstehen.
Kulturunabhängige Faktoren:
1. Frequenz: Je mehr der zeitliche Ablauf eines Ereignisses der Erscheinungsperiodik der Medien entspricht, desto wahrscheinlicher wird das Ereignis zur Nachricht.
2. Schwellenfaktor: die Auffälligkeit, die ein Ereignis überschreiten muss, damit es registriert wird.
3. Eindeutigkeit: Je eindeutiger und überschaubarer ein Ereignis ist, desto eher wird es zur Nachricht.
4. Bedeutsamkeit (Wichtigkeit oder Relevanz): Je größer die Tragweite eines Ereignisses, je mehr es persönliche Betroffenheit auslöst, desto eher wird es zur Nachricht.
5. Konsonanz: Je mehr ein Ereignis mit vorhandenen Vorstellungen und Erwartungen übereinstimmt, desto eher wird es zur Nachricht.
6. Überraschung: hat die größte Chance, zur Nachricht zu werden, allerdings nur dann, wenn es im Rahmen der Erwartungen überrascht.
7. Kontinuität: Ein Ereignis, das bereits als Nachricht definiert ist, hat eine hohe Chance, von den Medien auch weiterhin beachtet zu werden.
8. Variation: Der Schwellenwert für die Beachtung eines Ereignisses ist niedriger, wenn es zur Ausbalancierung und Variation des gesamten Nachrichtenbildes beiträgt (vgl. Variante).

Kulturabhängige Faktoren:
1. Bezug zu Elite-Nationen: Ereignisse, die Elite-Nationen betreffen, haben einen überproportional hohen Nachrichtenwert.
2. Bezug zu Elite-Personen: Ereignisse, die Elite-Personen betreffen, haben einen überproportional hohen Nachrichtenwert.
3. Personalisierung: Je stärker ein Ereignis personalisiert ist, sich im Handeln oder Schicksal von Personen darstellt, desto eher wird es zur Nachricht.
4. Negativität: Je „negativer“ ein Ereignis, je mehr es auf Konflikt, Kontroverse, Aggression, Zerstörung oder Tod bezogen ist, desto stärker beachten es die Medien.

Galtung und Ruge bauen ihre Funde zu einer wahrnehmungspsychologisch begründeten Nachrichtentheorie aus. Nach ihrer Hypothese sind die Nachrichtenfaktoren additiv, das heißt, je mehr Nachrichtenfaktoren auf ein Ereignis zutreffen, desto publikationswürdiger ist es, und sie sind komplementär: Das heißt, das Fehlen eines Nachrichtenfaktors kann ein anderer kompensieren. Galtung und Ruge prüfen ihre Theorie nur in Bezug auf einige Detailhypothesen. Viel wichtiger als der empirische Teil der Arbeit von Galtung und Ruge ist allerdings die enorme theoretische Fruchtbarkeit. Die Arbeit ist als Startpunkt einer ganzen Reihe von Studien zu betrachten, die sich unter Bezug auf Galtung und Ruge mit der Nachrichtenwert-Theorie beschäftigen (z. B. Sande, 1971). Die Überlegungen von Galtung und Ruge sind kritisch hinterfragt worden.
So geben sie (und spätere Studien) beispielsweise vor, mit ihren Nachrichtenfaktoren Ereignismerkmale zu messen. Tatsächlich betrachten sie aber Medieninhalte. Ferner ist die theoretische Herleitung der Faktoren eher schwach. So sind beispielsweise nicht alle Faktoren, vgl. Frequenz oder Variation, (allein) durch wahrnehmungspsychologische Einflüsse zu begründen. Die Operationalisierbarkeit ist aufgrund mangelnder Unabhängigkeit der Faktoren schwierig. Diese Probleme ging Winfried Schulz 1976 an (vgl. nächster Abschnitt).

## Winfried Schulz, 1976: Theoretische Neuorientierung
Eine grundlegende Erweiterung und theoretische Neuorientierung leistete 1976 der mit einbezogene Konstruktivismus. Zunächst erweiterte Schulz die Anzahl der Nachrichtenfaktoren noch einmal auf nunmehr 18, die er in sechs Dimensionen einteilte. Abstufungen auf vierstufigen Skalen hoben das Skalenniveau außerdem auf quasi-metrisches Niveau an.
Die Neuorientierung bestand darin, dass Schulz als erster die Nachrichtenfaktoren nicht als Merkmale von Ereignissen sah, sondern als „journalistische Hypothesen von Realität“.
Das bedeutet, dass nicht die Merkmale eines Ereignisses darüber entscheiden, was die Medien publizieren (passiver Redakteur), sondern dass der Journalist bzw. Redakteur einem Ereignis gewisse publikationswürdige Eigenschaften zuschreibt und ihnen so aktiv durch seine Auswahl einen Nachrichtenwert gibt.
Ein Ereignis mit den Merkmalen XY wird also nicht automatisch veröffentlicht. Erst der Redakteur (redaktionelle Linie), der Verleger, die werbetreibende Wirtschaft beeinflussen, ob XY zu diesem Zeitpunkt passend und interessant ist oder nicht. Bleibt das Ereignis mit den Merkmalen XY unveröffentlicht, hat es die Merkmale XY trotzdem und wäre zu einem anderen Zeitpunkt auch eventuell veröffentlicht worden.
Schulz systematisierte folgende Dimensionen:
1. Zeit
  - Dauer
  - Thematisierung
2. Nähe
  - räumlich
  - politisch
  - kulturell
  - Relevanz (Grad der Betroffenheit und existenzieller Bedeutung des Ereignisses)
3. Status
  - regionale und
  - nationale Zentralität (politische und wirtschaftliche Macht und Bedeutung der Ereignisregion)
  - persönlicher Einfluss (politische Macht der beteiligten Personen)
  - Prominenz
4. Dynamik
  - Überraschung
  - Struktur (Komplexität der Verlaufsform)
5. Valenz
  - Konflikt
  - Kriminalität
  - Schaden
  - Erfolg
6. Identifikation
  - Personalisierung
  - Ethnozentrismus (inwieweit betrifft es die Bevölkerung des Landes, in dem das Medium erscheint)

## Neuere Entwicklungen
Aktuelle Studien sprechen Journalisten eine viel größere (instrumentelle) Rolle bei der Konstruktion von Nachrichten zu. Nachrichtenfaktoren werden beispielsweise dazu genutzt, journalistische Selektionsentscheidungen zu legitimieren (Finalmodell), indem sie Ereignismerkmale überhöhen (explizit) oder gezielt auswählen (implizit). Diese Eigenart muss eine funktionale Nachrichtenwert-Theorie berücksichtigen.
Siehe dazu: Hans Mathias Kepplinger: Zwei-Komponenten-Modell der Nachrichtenwert-Theorie, und Joachim Friedrich Staab: Finalmodell der Nachrichtenwertforschung.
Des Weiteren wurde die Frage nach Nachrichtenfaktoren auf der Rezipientenseite neu gestellt: Man versucht abzubilden, wie die Wahrnehmung des Nachrichtenwerts einer Meldung durch den Rezipienten die Aufnahme der Meldung beeinflusst. Eilders führt dazu aus, dass Nachrichtenfaktoren bei der Rezeption von Nachrichten Schemata der Relevanz vorgeben und damit die selektive Aufmerksamkeit und Informationsverarbeitung des Rezipienten wesentlich prägen.
Für den praktischen Journalismus haben Ereignisse einen Nachrichtenwert, wenn sie für Leser, Hörer und Zuschauer einen Neuigkeitswert und zugleich einen Informationswert besitzen. Dabei unterscheidet man drei Informationswerte:
1. den Wissens- und Orientierungswert,
2. den Gebrauchswert,
3. den Unterhaltungs- und Gesprächswert.

Ereignisse, die einen Neuigkeitswert und Informationswert haben, sind aktuell.
Es passiert gelegentlich, dass Nachrichtenagenturen bei einem Vorgang, zu dem sie eine Meldung angekündigt haben, einige Stunden später vermerken, dass diese Meldung „mangels Nachrichtenwert entfällt“.

### Digitalisierungsbedingte Entwicklung
Aufgrund der wachsenden Digitalisierung ergeben sich für die Nachrichtenproduktion neue Herausforderungen. Dazu zählen:
1. Suchmaschinenoptimierung: Online-Inhalte werden so gestaltet, dass sie über Suchmaschinen bestmöglich gefunden werden.
2. Social Media Performance: Online-Artikel werden eher gelesen, wenn diese auf Social Media hohe Like-, Share- und Kommentarzahlen besitzen.[7]
3. Finanzierungskonzept: Die Online-Nachrichteninhalte können gemäß ihrem Finanzierungskonzept grob in kostenfreie und kostenpflichtige Inhalte unterteilt werden. Für kostenlose Inhalte achten Medienorganisationen verstärkt darauf, dass diese via Suchmaschinenoptimierung möglichst viel Traffic generieren, während kostenpflichtige Inhalte eher wertvoll und ressourcenaufwendig konzipiert werden.[8]

## Spezialfall: internationaler Nachrichtenfluss
Ein Ableger der Forschung zu Nachrichtenwerten beschäftigt sich mit den Bedingungen des internationalen Nachrichtenflusses.
Dabei geht es um die Frage, aus welchen Ländern welche Ereignisse in nationalen Medien berichtet werden. Die Frage, ob der Nachrichtenfluss verzerrt sei und insoweit zu Ungleichgewichten im internationalen Machtgefüge beitrage, wurde vor allem zwischen 1975 und 1985 intensiv diskutiert. Im Zuge der vermeintlichen Globalisierung der Medien hat sie seit den späten 1990er Jahren neue Aufmerksamkeit gewonnen. Neuste Forschungsergebnisse deuten darauf hin, dass – anders als zwischenzeitlich angenommen – der Status eines Landes nicht die entscheidende Rolle für die Auslandsberichterstattung einnimmt. Größere Bedeutung hat vielmehr das Ereignis selbst.